# グローブ・セッションズ
『グローブ・セッションズ』（原題：The Globe Sessions）は、アメリカ合衆国のシンガーソングライター、シェリル・クロウが1998年に発表した3作目のスタジオ・アルバム。

## 解説
「ミシシッピィ」はボブ・ディランが提供した楽曲。元々はディランのアルバム『タイム・アウト・オブ・マインド』（1997年）のアウトテイクだった曲で、ディラン自身も、2001年発表のアルバム『ラヴ・アンド・セフト』に、改めて再演したヴァージョンを収録した。
本作はグラミー賞で最優秀ロック・アルバム賞と最優秀エンジニア賞を受賞し、シングル・ヒット曲「ネイバーフッド」は最優秀女性ロック・ボーカル・パフォーマンス賞を受賞した。
日本盤は、最初はボーナス・トラック2曲を追加収録したフォーマットで発売されたが、2002年発売の再発CDでは、ガンズ・アンド・ローゼズのカヴァー「スウィート・チャイルド・オブ・マイン」も追加されて14曲入りとなった。この「スウィート・チャイルド・オブ・マイン」のカヴァーは、クロウとリック・ルービンの共同プロデュースで、1999年公開のアメリカ映画『ビッグ・ダディ』のサウンドトラックに提供されたものである。

## 収録曲
特記なき楽曲はシェリル・クロウ作。
1. マイ・フェイヴァリット・ミステイク - My Favorite Mistake (Sheryl Crow, Jeff Trott) - 4:06
2. ネイバーフッド - There Goes the Neighborhood (S. Crow, J. Trott) - 5:02
3. リヴァーワイド - Riverwide - 4:07
4. イット・ドント・ハート - It Don't Hurt (S. Crow, J. Trott) - 4:49
5. メイビー・ザッツ・サムシング - Maybe That's Something (S. Crow, J. Trott) - 4:18
6. ゲッティング・スルー - Am I Getting Through (Part I & II) - 5:53
7. エニシング・バット・ダウン - Anything But Down - 4:18
8. ディフィカルト・カインド - The Difficult Kind - 6:19
9. ミシシッピィ - Mississippi (Bob Dylan) - 4:41
10. メンバーズ・オンリー - Members Only - 4:57
11. クラッシュ・アンド・バーン - Crash and Burn - 6:41

### 日本盤ボーナス・トラック
1. キャロライナ - Carolina - 3:56
2. リサシテイション - Resuscitation (S. Crow, J. Trott) - 3:59
3. スウィート・チャイルド・オブ・マイン - Sweet Child o' Mine (Axl Rose, Slash, Izzy Stradlin, Duff McKagan, Steven Adler) - 3:51

## 参加ミュージシャン
- シェリル・クロウ - ボーカル、ギター、エレクトリックピアノ、オルガン、クラヴィネット、メロトロン、ベース、パーカッション、ハーモニカ
- ジェフ・トロット - ギター、ベース
- ウェンディ・メルヴォイン - ギター、ベース
- ヴァル・マッカラム - ギター
- トッド・ウルフ - ギター
- ベンモント・テンチ - オルガン、ピアノ
- ミッチェル・フルーム - クラヴィネット
- ティム・スミス - ベース
- ダン・ロスチャイルド - ベース、ダブル・ベース
- ダニエル・ラノワ - ベース
- グレッグ・ウィリアムス - ドラムス、パーカッション
- ダン・マッカロール - ドラムス
- ジム・ボギオス - ドラムス
- トリーナ・シューメイカー - ドラム・ループ
- ボビー・キーズ - サックス
- マイケル・デイヴィス - トロンボーン
- ケント・スミス - トランペット
- リサ・ゲルマーノ - ヴァイオリン、オートハープ
- キャシー・クロウ - ボーカル
- ジミー・ハスケル - ストリングス・アレンジ、指揮
- マーク・フェルドマン - ヴァイオリン
- モーラ・ジャンニーニ - ヴァイオリン
- アヴリル・ブラウン - ヴァイオリン
- メアリー・ローウェル - ヴァイオリン
- ジョイス・ハモン - ヴァイオリン
- ローラ・シートン - ヴァイオリン
- マシュー・ピアース - ヴァイオリン
- ロレンツァ・ポンス - ヴァイオリン
- ジェーン・スカルパントーニ - チェロ
- メアリー・ウッテン - チェロ
- ガロ・イェリン - チェロ
- ミシェル・キニー - チェロ